# イギリス空軍機の一覧

イギリス空軍ラウンデル

イギリス空軍機の一覧（イギリスくうぐんきのいちらん）はイギリス空軍 (RAF) が採用および運用した航空機の一覧。1918年にイギリス陸軍航空隊（Royal Flying Corps）とイギリス海軍航空隊（Royal Naval Air Service）が合併してRAFが創設されて以来、様々な航空機がRAFに所属した。
ここではRAFで運用されている航空機や退役した航空機をメーカー別に、五十音順に一覧でまとめている。航空機の名称に続けて付与されているコードについては軍用機の命名規則を参照されたい。

## BAe/BAC
- BAe 146 CC1, CC2 - 4発要人輸送機
- BAe ホーク T1, T1A, T1W - 単発練習機
- SEPECAT ジャギュア GR1, GR1A, GR1B, T2, GR3, GR3A, T4 - 双発攻撃機
- BAC ジェット・プロボスト T1, T3, T3A, T4, T5, T5A - 単発練習機
- BAE ニムロッド MR1, MR2, R1, AEW3 - 洋上哨戒機
- トーネード IDS GR1, GR1A, GR1B, GR4, GR4A - 双発攻撃機
- トーネード ADV F2, F3 - 双発戦闘機
- ユーロファイター タイフーン T1, F2 - 双発戦闘機

## SPAD
- SPAD S.VII - フランス
- SPAD S.XIII - フランス

## アブロ
- アブロ 504
- アブロ アンソン I, X, C11, XII, C19, T21
- アブロ オールダーショット III - UK
- アブロ シャクルトン MR1, MR2, AEW2, MR3
- アブロ チューター
- アブロ バルカン B1, B1A, B2, B2A, B2(MAA), B2(K)
- アブロ マンチェスター I, IA
- アブロ バイソン
- アブロ ヨーク C1
- アブロ ランカスター I, PR1, II, III, GR, ASR3, VI, VII, B7, X
- アブロ ランカストリアン C2
- アブロ リンカーン B2
- アブロ ロタ I, II - オートジャイロ
- アブロ Type E RAF創設以前
- アブロ Type Es RAF創設以前

## アームストロング・ホイットワース
- アームストロング・ホイットワース アルベマール I, II, V, VI
- アームストロング・ホイットワース アーゴシー C1, E1
- アームストロング・ホイットワース アトラス - UK
- アームストロング・ホイットワース AW.27 エンサイン
- アームストロング・ホイットワース シスキン III, IIIA
- アームストロング・ホイットワース ホイットレイ I, II, III, IV, V, VII
- アームストロング・ホイットワース FK3 RAF創設以前
- アームストロング・ホイットワース FK8 RAF創設以前

## アグスタウェストランド
- アグスタ A109 - イタリア製 連絡ヘリコプター
- アグスタウェストランド EH101 HC3 マーリン

## イングリッシュ・エレクトリック
- イングリッシュ・エレクトリック キャンベラ B2, PR3, T4, B6, PR7, B(I)8, PR9, T11, B15, E15, B16, T17, TT18, T19
- イングリッシュ・エレクトリック ライトニング F1, F1A, F2, F2A, F3, F6

## ウェストランド・エアクラフト
- ウェストランド ウェセックス HC2, HAR2, HCC4, HU5C
- ウェストランド ウェルキン
- ウェストランド ウォレス
- ウェストランド ウォーラス
- ウェストランド ガゼル (SA 341) HT3, HCC4 - 軽練習・VIP輸送ヘリコプター
- ウェストランド シーキング HAR3, HAR3A
- ウェストランド ドラゴンフライ (H-5) HC2
- ウェストランド ピューマ (AS 332) HC1
- ウェストランド ホワールウィンド I 双発戦闘機
- ウェストランド ホワールウィンド (S-55) HAR2, HAR4, HAR10, HCC12 ヘリコプター
- ウェストランド ライサンダー I, II, III
- ウェストランド ワピチ
- ウェストランド ワイバーン

## ヴァルティー
- ヴァルティー ヴェンジャンス I, II, III, IV - アメリカ

## エアスピード
- エアスピード エンヴォイ
- エアスピード オックスフォード I, II, V
- エアスピード クイーン・ワスプ

## オースター/テイラークラフト
- テイラークラフト プラスC/C1/D
- オースター AOP.3/5
- オースター AOP.6（英語版）
- オースター AOP.9（英語版）

## カーチス・ライト
- カーチス JN 3
- カーチス JN 4
- カーチス H12
- カーチス H16
- カーチス モホーク (P-36) I, II, III, IV - United States built - Single engine, piston - pursuit
- カーチス キティーホーク (P-40B/C) I, II - アメリカ製単発戦闘機
- カーチス トマホーク (P-40D/E/F/L/K) I, II, III, IV - USA - Single engine, piston - pursuit

## カプロニ
- カプロニ Ca4 - イタリア製重爆撃機

## グラマン
- グラマン グース - USA - 双発レシプロエンジン救難機

## グロブ
- グロブ チューター T1
- グロブ G 103 Viking TX1 - German built training glider
- グロブ G 109B Vigilant T1 - German built self Launching motor Glider

## グロスター・エアクラフト
- グロスター ゲームコック I
- グロスター ガントレット I, II
- グロスター グラディエーター I, II
- グロスター グリーブ II
- グロスター ジャベリン FAW1, FAW2, FAW3, FAW5, FAW6, FAW7, FAW8, FAW9
- グロスター ミーティア I, III, F3, F4, F8, FR9, PR10, NF11, NF12, NF13, NF14
- グロスター シーグラディエーター

## コンソリデーテッド・エアクラフト
- コンソリデーテッド カタリナ (PBY) I,II,III,IV - アメリカ製双発飛行艇PBYのイギリス名
- コンソリデーテッド コロネド I - アメリカ製4発飛行艇PB2Yのイギリス名
- コンソリデーテッド リベレーター (B-24) I, II, III, IV, V, VI, VII, VIII, IX - アメリカのコンソリデーテッド・ヴァルティー製4発爆撃機

## コードロン
- コードロン G II, III, IV FR

## サンダース・ロー
- サンダース・ロー クラウド
- サンダース・ロー ラーウィック I
- サンダース・ロー ロンドン I, II
- サンダース・ロー A7
- サンダース・ロー スキーター

## サボイア・マルケッティ
- サボイア・マルケッティ SM.73P
- サボイア・マルケッティ SM.79K

## シコルシキー
- シコルシキー ホーバーフライ I,II - USA helicopter

## ショート・ブラザーズ
- ショート ベルファスト C1
- ショート ラングーン
- ショート シーフォード (trials only)
- ショート シンガポール II, III
- ショート スターリング I, III, IV, V
- ショート サンダーランド I, II, III, V, GR5
- ショート ツカノ
- ショート 184 RAF創設以前
- ショート 320 RAF創設以前
- ショート ボンバー RAF創設以前
- ショート R.24 RAF創設以前
- ショート R.31 RAF創設以前
- ショート S.23M RAF創設以前
- ショート S.26M RAF創設以前

## シュライハー
- シュライハー ヴァリアント TX.1 - ドイツ、sailplane
- シュライハー ヴァンガード TX.1 - ドイツ、練習グライダー

## スーパーマリン・アビエーション・ワークス
- スーパーマリン スカパ
- スーパーマリン シーオッター
- スーパーマリン サウサンプトン
- スーパーマリン スピットファイア C, D, I, II, IV, V, VI, PR VII, VII, VIII, IX X, XI, XII, XIV, 14, XVI, 16, XVIII, 18, XIX, PR19, F21, F22
- スーパーマリン スパイトフル
- スーパーマリン ストランラー
- スーパーマリン スイフト F1, F2, FR5
- スーパーマリン ウォーラス

## スコティッシュ・アビエーション
- スコティッシュ ブルドッグ T1 - 単発レシプロ初等練習機
- スコティッシュ パイオニア CC1
- スコティッシュ ツイン・パイオニア CC1, CC2

## スタンプス
- スタンプス SV 4B - Belgium

## スチンソン・エアクラフト
- スチンソン リライアント (known as AT-19) - USA - Single engine, piston - trainer
- センチネル - USA（L-5）
- Vultee-Stinson Vigilant - USA

## スリングスビー・アビエーション
- スリングスビー T.7 カービイ・カデット TX1 - Single-seat training glider
- スリングスビー T.8 カービイ・カデット TX2 - Single-seat training glider
- スリングスビー T.21 TX1 - Two-seat training glider
- スリングスビー T30 プレフェクト トレーニング・グライダー
- スリングスビー カデット TX3 - Two seat training glider
- スリングスビー グラスホッパー TX1 - Primary Glider
- スリングスビー T.45 スワロー - Single-seat Glider
- スリングスビー T.53B トレーニング・グライダー
- スリングスビー T.61 ベンチャー - Two-seat self launching motor glider

## ソッピース・アビエーション
- ソッピース キャメル
- ソッピース クックー
- ソッピース ドルフィン
- ソッピース パップ
- ソッピース スナイプ
- ソッピース サラマンダー
- ソッピース Baby RAF創設以前
- ソッピース タブロイド RAF創設以前
- ソッピース トライプレーン RAF創設以前
- ソッピース 1½ ストラッター RAF創設以前
- ソッピース 3-Seater RAF創設以前

## ダグラス・エアクラフト
- ダグラス ダコタ - アメリカ製双発輸送機C-47のイギリス名
- ダグラス DC-2
- ダグラス スカイマスター I - USA
- ダグラス ボストン I, II, III, III (Turbinlite), IV, V - アメリカ製軽攻撃機A-20のイギリス名
- ダグラス ハボック I, I(Turbinlite), II, II (Turbinlite) - アメリカ製双発攻撃機A-20のイギリス名

## デ・ハビランド・エアクラフト
- デ・ハビランド DH.4
- デ・ハビランド DH.5
- デ・ハビランド DH.6
- デ・ハビランド DH.9
- デ・ハビランド DH.10
- デ・ハビランド アルバトロス - 四発輸送機
- デ・ハビランド エクスプレス (DH.86) - 複葉四発輸送・練習機
- デ・ハビランド DH.106 コメット C2, C2(RC), C4 - 四発ジェット輸送・偵察機
- デ・ハビランド ジェネットモス
- デ・ハビランド ジプシーモス (DH 60)
- デ・ハビランド DH.82 タイガー・モス I, II, Queen Bee
- デ・ハビランド DH.104 ダブ C1, C2 - 双発レシプロエンジン軽輸送機
- デ・ハビランド ダン
- デ・ハビランド チップマンク T10 - 単発初等練習機
- デ・ハビランド DH.89 ドミネ (DH.89) - 複葉双発レシプロエンジン 輸送・航法練習機
- デ・ハビランド ドラゴン (DH 84)
- デ・ハビランド DH.89 ドラゴン・ラピード (DH.89)
- デ・ハビランド ハミングバード
- デ・ハビランド バンパイア F1, F3, FB5, FB9, NF 10, T.11
- デ・ハビランド フラミンゴ (DH 95)
- デ・ハビランド プス・モス (DH.80A)
- デ・ハビランド DH.83 フォックス・モス
- デ・ハビランド DH.114 ヘロン C4
- デ・ハビランド ベノム FB1, NF2, NF3, FB4
- デ・ハビランド ホーネット F1, F3
- デ・ハビランド ホーネット・モス (DH 87)
- デ・ハビランド モスキート II, IV, VI, VII, IX, XII, XIII, XV, XVI, XVII, XVIII, XIX, XX, B20, XXV, B25, FB26, XXX, NF30, XXXII, XXXIV, PR34, XXXV, B35, PR35, XXXVI, NF36 - UK - Twin engine, piston - attack, recon -
- デ・ハビランド モス & Moth Major(DH 60)
- デ・ハビランド モス・マイナー (DH 94)
- デ・ハビランド レパード・モス (DH 85)

## ニューポール・アンド・ジェネラル・エアクラフト
- ニューポール ナイトホーク (trial only)
- ニューポール ナイトジャー
- ニューポール スカウト
- ジェネラル・エアクラフト GA.42 シグネット
- ニューポール モノプレーン RAF創設以前
- ニューポール 11 RAF創設以前
- ニューポール 12 RAF創設以前
- ニューポール 16 RAF創設以前
- ニューポール 17 RAF創設以前
- ニューポール 20 RAF創設以前
- ニューポール 23 RAF創設以前
- ニューポール 24 RAF創設以前
- ニューポール 27 RAF創設以前

## ノースアメリカン
- ノースアメリカン ハーバード I, II, IIA, IIB, III - USA
- ノースアメリカン ミッチェル (B-25) II, III - USA - Twin engine, piston - bomber
- ノースアメリカン マスタング (P-51) I, II, III, IV - USA - North American Aviation - Single engine, piston - pursuit
- ノースアメリカン セイバー (F-86) F4 - USA - Single engine, jet, fighter/interceptor

## ノースロップ
- ノースロップ N3P-B - USA

## パーナル
- パーナル ヘック III
- パーナル パンサー

## ハンドレページ・エアクラフト
- ハンドレページ H.P.42 - Imperial Airways 4-engine airliner
- ハンドレページ V/1500
- ハンドレページ ヴィクター B1, B1A, K1, K1A, B2, B2R, B2(SR), K2
- ハンドレページ クライヴ
- ハンドレページ ジェットストリーム T1 - twin-engined turboprop multi-engine trainer
- ハンドレページ ハイデラバード
- ハンドレページ ハリファックス I, II, III, V, VI, VII, A7, VIII, A9
- ハンドレページ ハロー I, II
- ハンドレページ ハンプデン I
- ハンドレページ ヒナイディ
- ハンドレページ ヘイスティングス C1, C2, C4, Met 1
- ハンドレページ ヘイフォード I, II, III
- ハンドレページ ヘレフォード
- ハンドレページ ヘンドン II, III
- ハンドレページ マラソン
- ハンドレページ O/100 RAF創設以前
- ハンドレページ O/400 RAF創設以前

## ハンティング・エアクラフト
- パーシバル Q6 UK
- パーシバル ガル
- パーシバル プレンティス T1
- パーシバル プロクター I, II, III, IV
- パーシバル プロボスト
- ハンティング ペンブローク UK C1, C(PR)1

## ハンブル
- ハンブル ベイビー
- ハンブル ベイビー コンバート

## ビーグル・エアクラフト
- ビーグル B.206 バセット

## ビーチ・エアクラフト
- ビーチクラフト エクスペディター I - アメリカ製双発輸送・練習機
- ビーチクラフト キングエア - USA 双発練習機
- ビーチクラフト スタッガーウィング (Staggerwing) - アメリカ製双発レシプロエンジン - 軽輸送機

## ビッカース・アームストロング
- ビッカース VC-10 C1, C1(K), K2, K3, K4 - UK - four engine, jet transport
- ビッカース ヴァイキング
- ビッカース ヴァリアント B1, B1(K), B(PR)1, B(PR)K1
- ビッカース ヴァレンツィア
- ビッカース ヴィクトリア
- ビッカース ヴィルデビースト I, II, III, IV
- ビッカース ヴィンセント
- ビッカース ウェリントン I, II, III, IV, VI, VIII, X, XI, XIII, XIV, XVI
- ビッカース ウェルズレイ
- ビッカース ウォーウィック I, III, V
- ビッカース バレッタ C1
- ビッカース バーシティ T1
- ビッカース バージニア II, III, IV, V, VI, VII, VIII, IX, X
- ビッカース バーノン
- ビッカース ビミー
- ビッカース Boxkite RAF創設以前
- ビッカース FB 'Gun Carrier' RAF創設以前
- ビッカース FB 5 RAF創設以前
- ビッカース FB 9 RAF創設以前
- ビッカース ES 1 RAF創設以前
- ビッカース FB19 MkII RAF創設以前

## ヒラー
- ヒラー HT2 - アメリカ製陸上救難ヘリコプター

## フェアリー
- フェアリー III A, B, C, D, F
- フェアリー アルバコア - UK(RN)
- フェアリー カンパニア
- フェアリー ゴードン I, II
- フェアリー シール
- フェアリー ソードフィッシュ I, III
- フェアリー バトル I, II, III, V -UK
- フェアリー ファウン
- フェアリー フォックス
- フェアリー フルマー II

## フェアチャイルド・エアクラフト
- フェアチャイルド アーガス - アメリカ製単発軽輸送機

## フェリックストウ
- フェリックストウ F2A, F3, F5

## フォーランド・エアクラフト
- フォーランド ナット T1 - UK

## フォスター・ウィクナー・ウィコー
- フォスター・ウィクナー ウォーフェリー - UK

## フォード
- フォード トライモータ 5-ATD

## ブラックバーン・エアクラフト
- ブラックバーン ボウタ I - UK 雷撃機
- ブラックバーン ビバリー C1 - UK 軍用貨物輸送機
- ブラックバーン バッカニア S2
- ブラックバーン アイリス III,V
- ブラックバーン カンガルー
- ブラックバーン パース
- ブラックバーン ロック
- ブラックバーン スクア

## ブリストル・エアロプレーン
- ブリストル ベルヴェデーレ HC1 - UK タンデムローター式輸送ヘリコプター
- ブリストル ボーファイター I,II,VI,X,XI
- ブリストル ボーフォート I,II
- ブリストル ブレニム（ブレンハイム） I, IV,V - UK
- ブリストル ボンベイ - UK
- ブリストル ブリガンド B1, Met 3
- ブリストル F.2 ファイター
- ブリストル スカウト
- ブリストル ブリタニア C1, C2
- ブリストル バッキンガム
- ブリストル バックマスター
- ブリストル ブルドッグ (第二次世界大戦前の戦闘機)
- ブリストル シカモア HC11, HC12, HC13, HC14
- ブリストル ボックスカイト RAF創設以前
- ブリストル コアンダ・モノプレーン RAF創設以前
- ブリストル M1B RAF創設以前
- ブリストル M1C RAF創設以前
- ブリストル プリエ・モノプレーン RAF創設以前

## ブリュースター
- ブリュースター バッファロー I - アメリカ製単発戦闘機

## ヘストン・エアクラフト
- ヘストン フェニックス - UK five-seat light aircraft for communications

## ベル
- ベル エアラコブラ (P-39) I - アメリカ製単発レシプロエンジン - 要撃機
- ベル グリフィン HT1, HAR2 - カナダ製双発ヘリコプター
- ベル シオックス ヘリコプター

## ホーカー・エアクラフト
- ホーカー ウッドコック II
- ホーカー オーダクス - UK
- ホーカー ハーディー
- ホーカー ハート
- ホーカー ハインド
- ホーカー ハリケーン I, IIa,b,c, variants, IV
- ホーカー ハンター F1, F2, F4, F5,F6, FGA9, FR9, T4
- ホーカー フューリー I, II
- ホーカー ヘクター
- ホーカー ヘンリー
- ホーカー ホースレイ
- ホーカー タイフーン I
- ホーカー テンペスト II, F2, V, VI, F6
- ホーカー シーフューリー
- ホーカー デモン
- ホーカー トムティット

## ホーカー・シドレー
- ホーカー・シドレー アンドーバー C1, CC2, E3 - UK
- ホーカー・シドレー HS.125 CC1, CC2, CC3 - twin engined jet VIP transport
- ホーカー・シドレー ドミネ T1 - 双発ジェットエンジン 航法練習機
- ホーカー・シドレー ハリアー GR1, GR3 UK - 世界初の実用VTOL機

## ボーイング
- ボーイング C-17 グローブマスター III
- ボーイング・バートル チヌーク (CH-47) HC1, HC2, HC2A, HC3 - アメリカ製タンデムローター式大型輸送ヘリCH-47のイギリス名
- ボーイング フォートレス (B-17) I, II - アメリカ製4発重爆撃機B-17のイギリス名
- ボーイング ワシントン (B-29) B1 - USA - Four engine, piston - Strategic bomber
- ボーイング セントリー (E-3) AEW1 - USA - Boeing - Four engine, jet - Patrol/Recon - aka AWACS

## ボールトンポール
- ボールトンポール バリオール T2 - UK
- ボールトンポール サイドストランド
- ボールトンポール デファイアント I, II, III
- ボールトンポール オーヴァーストランド

## マーチン
- マーチン バルチモア I, II, III, IV, V - アメリカ製双発攻撃機A-30のイギリス名
- マーチン マローダー I, II, III - USA - Twin engine, piston - light attack/bomber
- マーチン マリナー I
- マーチン メリーランド

## マーチンサイド
- マーチンサイド エレファント
- マーチンサイド S1
- マーチンサイド G100
- マーチンサイド G102

## マイルズ
- マイルズ マスター I, II, III, Trainer
- マイルズ マジスター
- マイルズ マーティネット
- マイルズ メンター
- マイルズ メッセンジャー
- マイルズ ナイトホーク
- マイルズ/ホイットニー ストライト A, B

## マクドネル・ダグラス
- BAe/マクドネル・ダグラス ハリアーII GR5, GR7, GR7A, GR9, GR9A, T10 - 単発ジェットエンジンVTOL機
- マクドネル・ダグラス ファントム (F-4) FG1, FGR2, F-4J:UK - USA - Twin engine, jet, fighter

## モラーヌ・ソルニエ
- モラーヌ・ソルニエ BB
- モラーヌ・ソルニエ H
- モラーヌ・ソルニエ I
- モラーヌ・ソルニエ L
- モラーヌ・ソルニエ LA
- モラーヌ・ソルニエ N
- モラーヌ・ソルニエ P
- モラーヌ・ソルニエ V

## ユーロコプター
- ユーロコプター スクワロー  HT1 - French - single-engined training helicopter
- ユーロコプター ツイン・スクワロー HCC1

## リパブリック
- リパブリック サンダーボルト (P-47) I, II - USA - Republic Aviation - Single engine, piston - pursuit

## レイセオン
- レイセオン センチネル - ASTOR

## ロイヤル・エアクラフト・ファクトリー
- RAF B.E.2 a, b, c, d, e, f g
- RAF B.E.3
- RAF B.E.4
- RAF B.E.8
- RAF B.E.8a
- RAF B.E.12
- RAF B.E.12a
- RAF B.E.12b
- RAF S.E.5/S.E.5a
- RAF F.E.2 a, b, d
- RAF F.E.8
- RAF R.E.8
- RAF B.E.2 a, b, c, d RAF創設以前
- RAF R.E.1 RAF創設以前
- RAF R.E.5 RAF創設以前
- RAF R.E.7 RAF創設以前

## ロッキード
- ロッキード L-10 エレクトラ - アメリカ製双発輸送機L-10のイギリス名
- ロッキード L-12 エレクトラ・ジュニア
- ロッキード L-14 スーパーエレクトラ
- ロッキード L-18 ロードスター
- ロッキード L-1011 トライスター - C1, KC1, C2, C2A - アメリカ製空中給油/輸送機
- ロッキード ネプチューン MR1
- ロッキード ハーキュリーズ C1, C3, C4, C5 - US - 四発輸送機
- ロッキード ハドソン I, II, III, IV, V, VI - USA - 双発爆撃機
- ロッキード ベンチュラ I, II, V - USA 双発爆撃機

## ワコー
- ワコー ヘイドリアン - アメリカ製兵員輸送グライダー

## 捕獲または抑留したもの
以下の航空機の例は、イギリス空軍が捕獲または抑留しテストしたもの。
ドルニエ
- ドルニエ Do 22 - German-built single-engined floatplane

フォッケ-ウルフ
- フォッケウルフFw190
- フォッケウルフ Fw 200 Condor German-built four-engined transport monoplane (former Danish civil aircraft)

フォッカー
- フォッカー F.XXII - Dutch-built four-engined transport monoplane (former Dutch civil aircraft)
- フォッカー T.VIIIw/G- Dutch-built twin-engined patrol seaplane

ハインケル
- ハインケル He 111
- ハインケル He 115
- ハインケル He 162

ユンカース
- ユンカース Ju 52 - DE
- ユンカース Ju 52/3m - DE
- Junkers Ju 88 - DE
- Koolhoven FK43 - Dutch-built single-engined three-seat liaison aircraft

メッサーシュミット
- メッサーシュミット Bf 108 - DE
- メッサーシュミットBf109E F G- DE
- メッサーシュミット Bf110C - DE
- メッサーシュミット Me163

## イギリス空軍以前
以下のタイプはイギリス陸軍航空隊（RFC）あるいはイギリス海軍航空隊（RNAS）により使用され、RAF創設以前に退役になったもの。
- BE1
- ブレリオ XI
- ブレリオ XXI
- ブレリオ パラソル
- ブレゲー複葉機
- Cody V
- ドペルデュッサン単葉機 - FR
- エアコー DH.1
- エアコー DH.2
- ファルマン F40
- ファルマン
- アンリ・ファルマン III
- アンリ・ファルマン複葉機
- アンリ・ファルマン F20
- アンリ・ファルマン F27
- ファルマン MF 7 ロングホーン
- ショートホーン
- ヴォワザン LA
- ヴォワザン LAS
- Wright Converted